# رافائل اوبر
رافائل اوبر (به فرانسوی: Raphaël Aubert) نویسنده و روزنامه‌نگار قرن بیستم میلادی اهل فرانسه است.